# Transkei National Independence Party
De Transkei National Independence Party (Nederlands:  Nationale Onafhankelijkheidspartij van Transkei) was een politieke partij in de bantoestan (thuisland) Transkei, Zuid-Afrika. De TNIP regeerde van 1963 tot 1994 over Transkei. 

## Geschiedenis
De partij was opgericht door de broers Chief Kaiser Matanzima en Chief George Matanzima. Zij behoorden tot de Xhosa. De Zuid-Afrikaanse regering besloot begin jaren zestig tot het oprichten van zogenaamde bantoestans, thuislanden voor zwarte Zuid-Afrikanen. Hun aanwezigheid in het "blanke" deel van het land was niet gewenst en zij moesten zich - soms onder dwang - vestigen in de gebieden waar hun voorouders vandaan kwamen. Transkei was bedoeld voor de Xhosa. De bantoestans kregen intern zelfbestuur en hen werd ook onafhankelijkheid in het vooruitzicht gesteld. De gebroeders Matazima waren geen voorstander van apartheid, maar sloten een overeenkomst met de blanke regering van Zuid-Afrika voor de stichting van de bantoestan Transkei. Bij de eerste verkiezingen in Transkei in 1963 won weliswaar de Democratic Party van Chief Victor Poto, een tegenstander van apartheid, maar de TNIP slaagde er in een regering te vormen waarbij de Democratic Party werd uitgesloten. Kaiser Matazima was van 1963 tot 1976 eerste minister van Transkei en nadat het thuisland "onafhankelijkheid" had verkregen werd hij president. Zijn broer George werd minister-president. 
In 1987 pleegde de chef van de generale staf van de Transkei Defence Force, Bantu Holomisa, een staatsgreep en maakte een einde aan de macht van de gebroeders Matazima die door de jaren heen steeds corrupter waren geworden. De TNIP bleef als politieke partij echter formeel aan de macht tot de opheffing van de bantoestan in 1994.

## Zetelverdeling
- 1973: 25/43
- 1976: 69/75
- 1981: 74/75